# زیمنس اس‌ال۴۵
زیمنس اس‌ال۴۵ (انگلیسی: Siemens SL45) اولین تلفن همراه با حافظهٔ قابل ارتقا و پخش‌کنندهٔ MP3 که در سال ۲۰۰۱ رونمایی شد. نسخهٔ بهبود یافتهٔ آن، SL45i، همچنین اولین گوشی دارای ماشین مجازی جاوا بود.